# Zabiče
Zabiče – wieś w Słowenii, w gminie Ilirska Bistrica. W 2018 roku liczyła 298 mieszkańców.